# The Highlights
The Highlights é o segundo álbum de grandes sucessos do cantor canadense the Weeknd, lançado em 5 de fevereiro de 2021, pela  XO e pela Republic Records. 
O álbum sucede seu quarto álbum de estúdio, After Hours (2020), e seu primeiro álbum de grandes sucessos, The Weeknd in Japan (2018), e foi lançado como aquecimento para sua apresentação no Super Bowl LV halftime show. A lista de faixas é composta por canções de seus três álbuns de estúdio a alcançar a posição de número um na Billboard 200: Beauty Behind the Madness (2015), Starboy (2016), e After Hours (2020), sua mixtape de estreia, House of Balloons (2011), seu EP, My Dear Melancholy, (2018), e suas duas colaborações, "Love Me Harder", com Ariana Grande, e "Pray for Me", com Kendrick Lamar, presentes nos álbuns My Everything (2014) e Black Panther: The Album (2018), respectivamente,.

## Lista de faixas
| N.º            | Título                                      | Compositor(es)                                                                                    | Produtor(es)                                             | Duração |  |
| 1.             | "Save Your Tears"                           | Abel Tesfaye Ahmad Balshe Jason Quenneville Max Martin Oscar Holter                               | Max Martin Oscar Holter the Weeknd                       | 3:35    |  |
| 2.             | "Blinding Lights"                           | Tesfaye Balshe Quenneville Martin Holter                                                          | Martin Holter the Weeknd                                 | 3:21    |  |
| 3.             | "In Your Eyes"                              | Tesfaye Balshe Martin Holter                                                                      | Martin Holter the Weeknd                                 | 3:57    |  |
| 4.             | "Can't Feel My Face"                        | Tesfaye Ali Payami Savan Kotecha Martin Peter Svensson                                            | Martin Payami                                            | 3:33    |  |
| 5.             | "I Feel It Coming" (com part. de Daft Punk) | Tesfaye Thomas Bangalter Guy-Manuel de Homem-Christo Martin McKinney Henry Walter Eric Chedeville | Daft Punk Doc McKinney Cirkut the Weeknd                 | 4:29    |  |
| 6.             | "Starboy" (com part. de Daft Punk)          | Tesfaye Bangalter de Homem-Christo McKinney Walter                                                | Daft Punk McKinney Cirkut the Weeknd                     | 3:50    |  |
| 7.             | "Pray for Me" (com Kendrick Lamar)          | Tesfaye Kendrick Lamar Duckworth Adam Feeney Quenneville McKinney                                 | Dukes McKinney                                           | 3:31    |  |
| 8.             | "Heartless"                                 | Tesfaye Leland Tyler Wayne Carlo Montagnese Andre Proctor                                         | Metro Boomin the Weeknd Illangelo Dre Moon               | 3:21    |  |
| 9.             | "Often"                                     | Tesfaye Benjamin Diehl Quenneville Balshe Danny Schofield Ali Kocatepe Sabahattin Ali Osman İşmen | Ben Billions the Weeknd DaHeala                          | 4:09    |  |
| 10.            | "The Hills"                                 | Tesfaye Balshe Emmanuel Nickerson Montagnese                                                      | Mano Illangelo                                           | 4:02    |  |
| 11.            | "Call Out My Name"                          | Tesfaye Feeney Nicolas Jaar                                                                       | Frank Dukes                                              | 3:48    |  |
| 12.            | "Die for You"                               | Tesfaye McKinney Prince 85 Dylan Wiggins Magnus Høiberg William Thomas Walsh                      | McKinney Cirkut the Weeknd Cashmere Cat Prince 85        | 4:20    |  |
| 13.            | "Earned It"                                 | Tesfaye Stephan Moccio Quenneville Balshe                                                         | Moccio DaHeala                                           | 4:37    |  |
| 14.            | "Love Me Harder" (com Ariana Grande)        | Martin Kotecha Peter Svensson Payami Tesfaye Balshe                                               | Payami Svensson P. Carlsson                              | 3:56    |  |
| 15.            | "Acquainted"                                | Tesfaye Quenneville Schofield Montagnese Diehl                                                    | Ben Billions Illangelo DaHeala DannyBoyStyles the Weeknd | 5:48    |  |
| 16.            | "Wicked Games"                              | Tesfaye McKinney Montagnese Rainer Millar Blancheur                                               | McKinney Illangelo                                       | 5:25    |  |
| 17.            | "The Morning"                               | Tesfaye McKinney Montagnese                                                                       | McKinney Illangelo                                       | 5:15    |  |
| 18.            | "After Hours"                               | Tesfaye Quenneville Balshe Montagnese Mario Winans                                                | Illangelo the Weeknd DaHeala Winans                      | 6:01    |  |
| Duração total: | Duração total:                              | Duração total:                                                                                    | Duração total:                                           | 77:55   |  |